# Мещовск
Мещо́вск — город России, районный центр Мещовского района Калужской области. Расположен в центре области на реке Турее, в 21 км от железнодорожной станции Кудринская на линии Москва — Брянск, в 33 км от города Сухиничи, в 12 км от автотрассы Москва — Киев (М3), в 85 км к юго-западу от Калуги.

## История
Согласно Степенной книге, город существовал ещё в XIII веке как центр одного из уделов Тарусского княжества — Мезецкого княжества. В летописях упоминается под разными именами — Мезсчевск, Мезецк, Мезеческ, Мещерск. Мещовский кремль располагался на холме в центре города (Рождественская гора, Царицын курган). В XIV веке вошёл в Великое княжество Литовское, но был завоёван Русским государством в русско-литовской войне 1489—1494 годов.
В 1584 году крымцы и ногайцы сильно опустошили окрестности Мещовска, но не могли взять самого города, укреплённого деревянной стеной с шестью башнями. При Василии Шуйском Мещовск успешно сопротивлялся нападению самозванца, но уезд его постоянно был разоряем мятежниками. В первые годы царствования Михаила Феодоровича на него не раз нападали поляки и грабили окрестности, а в 1617 году овладели даже самим городом. Во время Смоленской войны крепость в Мещовске была перестроена под руководством Евфимия Феодоровича Мышецкого.
В 1708 году Мещовск был приписан к Смоленской губернии, в 1719 году — к Калужской провинции Московской губернии. С 1776 года Мещовск — уездный город Мещовского уезда Калужской губернии.
С 1929 года город является районным центром Мещовского района Сухиничского округа Западной области (с 1944 года — Калужской области). Сильно пострадал во время Великой Отечественной войны. Библиотечный фонд Мещовской районной библиотеки в годы войны был спасён усилиями библиотекарей Н. Н. Петуховой и А. Н. Паншиной.

### Исторические названия улиц
С приходом к власти большевиков, в Мещовске была переименована большая часть дореволюционных названий улиц.
| Дореволюционные названия | Современные (советские) названия |
| ------------------------ | -------------------------------- |
| Бульварная улица         | Ленина                           |
| Большая Калужская улица  | Проспект Революции               |
| Погорелая улица          | Кропоткина                       |
| Полевая улица            | Хлюстина                         |
| Почтовая улица           | Мира                             |

## Население
| 1857  | 1859  | 1868  | 1897  | 1913  | 1920  | 1923  | 1926  | 1931  | 1939  | 1959  | 1970  |
| ----- | ----- | ----- | ----- | ----- | ----- | ----- | ----- | ----- | ----- | ----- | ----- |
| 5429  | ↘5341 | ↘5223 | ↘3635 | ↘3571 | ↘2728 | ↗2883 | ↘2724 | ↘2664 | ↗3629 | ↗4939 | ↗5130 |
| 1979  | 1989  | 1992  | 1996  | 1998  | 2001  | 2002  | 2003  | 2005  | 2006  | 2007  | 2009  |
| ↘4949 | ↗5382 | ↗5400 | →5400 | ↘5300 | ↘5000 | ↘4540 | ↘4500 | ↘4400 | →4400 | →4400 | ↗4429 |
| 2010  | 2011  | 2012  | 2013  | 2014  | 2015  | 2016  | 2017  | 2018  | 2019  | 2020  | 2021  |
| ↘4100 | ↘4090 | ↗4101 | ↗4109 | ↘4036 | ↘3961 | ↗4036 | ↗4037 | ↘3837 | ↗3845 | ↘3780 | ↗3810 |
| 2023  |       |       |       |       |       |       |       |       |       |       |       |
| ↘3722 |       |       |       |       |       |       |       |       |       |       |       |

На 1 января 2025 года по численности населения город находился на 1098-м месте из 1124 городов Российской Федерации.
Национальный состав
По итогам переписи населения 2020 года проживали следующие национальности (национальности менее 0,1 % и другое, см. в сноске к строке «Другие»):
| Национальность | Численность, чел. | Доля     |
| -------------- | ----------------- | -------- |
| Русские        | 3410              | 89,50 %  |
| Армяне         | 62                | 1,63 %   |
| Таджики        | 58                | 1,52 %   |
| Украинцы       | 53                | 1,39 %   |
| Азербайджанцы  | 40                | 1,05 %   |
| Молдаване      | 23                | 0,60 %   |
| Узбеки         | 19                | 0,50 %   |
| Белорусы       | 9                 | 0,24 %   |
| Осетины        | 8                 | 0,21 %   |
| Татары         | 6                 | 0,16 %   |
| Мордва         | 6                 | 0,16 %   |
| Немцы          | 4                 | 0,10 %   |
| Другие         | 112               | 2,94 %   |
| Итого          | 3810              | 100,00 % |

## Экономика
- ООО «АТП-Мещовское»

## Достопримечательности
- Два Благовещенских собора, старый (1678—1696) и новый (1829—1854);
- При въезде в город стоит стела в виде колоса, на ней написано «Мещовск 1238 год»;
- Мемориальная доска В. К. Плеве, министру внутренних дел России (1902—1904);
- Музей трёх цариц. Его возникновение связано с тем, что Мещовская земля — родина по меньшей мере двух цариц: Евдокии Стрешневой и Евдокии Лопухиной.

Рядом с Мещовском расположен Свято-Георгиевский Мещовский мужской монастырь.

## Город-побратим
Мещовск является городом-побратимом города Амион, Ливан (2013)